# Jean Baptiste de Gerlache de Biourge
Jean Baptiste Anne de Gerlache de Waillimont de Biourge (Gomery, 9 september 1767 - Carignan, 21 april 1833) was een politicus. Hij was de broer van Etienne de Gerlache.
De Gerlache was lid algemene raad van het Woudendepartement en Luxemburg (vanaf 1811), grondwetsnotabele voor het arrondissement Neufchateau (1815), lid Provinciale Staten van Luxemburg en lid Tweede Kamer der Staten-Generaal voor Luxemburg (de Nederlandse provincie Luxemburg bestond toen grosso modo nog uit het huidige groothertogdom Luxemburg en de huidige Belgische provincie Luxemburg).